# Ендовино
Ендовино (рос. Эндовино) — присілок в Невельському районі Псковської області Російської Федерації.
Населення становить 27 осіб. Входить до складу муніципального утворення Плиська волость.

## Історія
Від 2015 року входить до складу муніципального утворення Плиська волость.

## Населення
| 2001 | 2002 | 2010 |
| ---- | ---- | ---- |
| 21   | ↘18  | ↗27  |